# Hofanlage Medemstade 55
Die Hofanlage Medemstade 55 in der niedersächsischen Gemeinde Ihlienworth (Samtgemeinde Land Hadeln) im Landkreis Cuxhaven stammt aus der Mitte des 19. Jahrhunderts. Aktuell (2024) wird sie wohl landwirtschaftlich genutzt. 
Die Gebäude stehen unter Denkmalschutz (siehe auch Liste der Baudenkmale in Ihlienworth).

## Beschreibung
Die Hofanlage in der südlichen Strichsiedlung besteht aus
- dem eingeschossigen giebelständigen Wohn- und Wirtschaftsgebäude von 1835 (Inschrift am Wirtschaftsteil) als Zweiständer-Hallenhaus in Fachwerk mit Steinausfachungen und im Wohnteil in Backstein von 1852 (Inschrift), mit reetgedecktem Satteldach, im Giebeldreieck mit regionaltypischer Verbretterung und der Grooten Door mit Rundbogen, der Wohnteil erneuert und verlängert,[2]
- der giebelständigen langen Kornscheune vom Ende des 19. Jh. als Gefügebau (Ständerbauweise) mit Satteldach, senkrechter Verbretterung und zwei Querdurchfahrten,[3]
- und einem massiven Nebengebäude als Sandhaus mit Satteldach.[4]

Das Landesdenkmalamt befand u. a.: „regionstypisches Hallenhaus des 19. Jahrhunderts in Mischbauweise aus Fachwerk und Backstein“.